# Sigfried Held
Sigfried Held (sinh ngày 7 tháng 8 năm 1942) là một cầu thủ bóng đá người Đức.

## Đội tuyển bóng đá quốc gia Đức
Sigfried Held thi đấu cho đội tuyển bóng đá quốc gia Đức từ năm 1966-1973.

## Thống kê sự nghiệp
| Đội tuyển bóng đá Đức | Đội tuyển bóng đá Đức | Đội tuyển bóng đá Đức |
| Năm                   | Trận                  | Bàn                   |
| --------------------- | --------------------- | --------------------- |
| 1966                  | 11                    | 1                     |
| 1967                  | 3                     | 0                     |
| 1968                  | 7                     | 2                     |
| 1969                  | 5                     | 1                     |
| 1970                  | 5                     | 0                     |
| 1971                  | 4                     | 1                     |
| 1972                  | 3                     | 0                     |
| 1973                  | 3                     | 0                     |
| Tổng cộng             | 41                    | 5                     |